# Mondragon (Filippine)
Mondragon è una municipalità di quarta classe delle Filippine, situata nella Provincia di Northern Samar, nella regione di Visayas Orientale.
Mondragon è formata da 24 baranggay:
- Bagasbas
- Bugko
- Cablangan
- Cagmanaba
- Cahicsan
- Chitongco (Pob.)
- De Maria
- Doña Lucia
- Eco (Pob.)
- Flormina
- Hinabangan
- Imelda

- La Trinidad
- Makiwalo
- Mirador
- Nenita
- Roxas
- San Agustin
- San Antonio
- San Isidro
- San Jose
- San Juan
- Santa Catalina
- Talolora